# Frederico Carlos Hoehne
Frederico Carlos Hoehne, född den 1 februari 1882 i Juiz de Fora, död den 16 mars 1959 i São Paulo, var en brasiliansk botaniker som var specialiserad på fröväxter.
Auktorsnamnet Hoehne kan användas för Frederico Carlos Hoehne i samband med ett vetenskapligt namn inom botaniken; se Wikipediaartiklar som länkar till auktorsnamnet.